# Jérémy-Loup Quer
Scènes principales
Opéra national de Paris
Jérémy-Loup Quer, né le 19 janvier 1993 à Paris, est un danseur du ballet de l'Opéra national de Paris.

## Biographie
Fils de Jonathan Kerr et de Bénédicte Charpiat, Jérémy-Loup Quer a grandi dans une famille créative. Il voulait devenir écrivain ou architecte mais, à la fin, il trouve sa vraie vocation dans la profession de sa mère, danseuse.  
En 2004, Jérémy-Loup entre à l'École de danse de l'Opéra national de Paris. Comme le veut la tradition à l'école du ballet, il est parrainé par le « petit père » qui est devenu Wilfried Romoli. Il y suit ses classes et prend part aux spectacles annuels. Après avoir décroché son diplôme, il intègre le corps de ballet de l’Opéra en 2011 à l’âge de 18 ans. Il participe à de nombreuses productions du répertoire, à la fois classiques et contemporaines.
En 2013, il est promu coryphée et tient les rôles de soliste dans les ballets L'Oiseau de feu de Maurice Béjart et Kaguyahime de Jiří Kylián.
En juillet 2014, Jérémy-Loup Quer participe en couple avec Hannah O'Neill au Concours international de ballet de Varna et obtient la médaille de Bronze,.
Le 4 janvier 2015, il interprète le rôle de Tristan lors des premières représentations du ballet Tristan et Isolde de Giogio Mancini (it) sur la scène de l'Opéra de Florence.
Lors du Concours de promotion du ballet de l'Opéra national de Paris en novembre 2015, il est élevé au grade de sujet après avoir interprété la variation libre, le pas de deux d’Esmeralda, dans la chorégraphie de Marius Petipas.
Il fait des tournées avec l'Opéra de Paris au Japon, aux États-Unis (y compris dans le cadre du Jacob's Pillow Dance Festival) et en Russie,.
À l'été 2016, Jérémy-Loup Quer et Héloïse Bourdon ont été invités à Moscou pour les « Saisons d'été de la danse » qui ont eu lieu au Théâtre académique de la jeunesse de Russie. Ils s'y sont produits dans les ballets Don Quichotte et Casse-noisette, dans lesquels les jeunes danseurs ont tenu les rôles principaux.
Le 11 octobre 2016, il reçoit le Prix du Cercle Carpeaux,.
En juillet 2014, Jérémy-Loup Quer est venu de nouveau à Moscou afin de représenter l'Opéra Garnier au cours des XVIIe Saisons d'été de la danse. Le 28 et 29 juillet il a interprété le rôle de Roméo dans le ballet Roméo et Juliette de Leonid Lavrovsky. sur une musique de Sergueï Prokofiev. 
Depuis 2015, Jérémy-Loup Quer participe en tant que Soliste aux spectacles « Gala d'Étoiles » dirigés et mis en scène par Alexandra Cardinale.
En 2018, sur les planches du Palais Garnier, dans le rôle de Lenski il forme un duo avec Muriel Zusperreguy, qui incarne le personnage d'Olga du ballet « Onéguine » d'après le poème d'Alexandre  Pouchkine.  

## Récompenses
- 2014 : médaille de bronze (junior) au Concours international de ballet de Varna
- 2016 : Prix du Cercle Carpeaux

## Répertoire et rôles dansés
- Cendrillon (Rudolf Noureev)
- Serenade (George Balanchine)
- Le Fils prodigue (George Balanchine)
- La Fille mal gardée (Frederick Ashton)
- Roméo et Juliette (Sasha Waltz)
- La Belle au bois dormant (Rudolf Noureev)
- L'Oiseau de feu (Maurice Béjart) : le Phénix
- Amoveo (Benjamin Millepied) : pas de deux
- Rain (Anne Teresa De Keersmaeker) : Igor
- Paquita (Pierre Lacotte) : Lucien d’Hervilly
- La Bayadère (Rudolf Noureev)
- La Sylphide (Pierre Lacotte)
- 2013 : Kaguyahime (Jiří Kylián) : un compagnon du mikado
- 2014 : La Source (Jean-Guillaume Bart) : Mozdock
- 2014 : Daphnis et Chloé (Michel Fokine)
- 2015 : Le Lac des cygnes (Rudolf Noureev) : pas de trois
- 2015 : Clear, Loud, Bright, Forward (Benjamin Millepied)
- 2016 : Roméo et Juliette (Sasha Waltz) : Paris
- 2016 : Blake Works I (William Forsythe)
- 2016 : La nuit s'achève (Benjamin Millepied)
- 2016 : Don Quichotte (Rudolf Noureev) : Basile
- 2016 : Casse-noisette (Rudolf Noureev) : Casse-noisette
- 2017 : Roméo et Juliette (Leonid Lavrovsky) : Roméo
- 2017 : Pour un abîme (Nicolas Paul)
- 2017 : Joyaux (George Balanchine) : pas de trois
- 2017 : Play (Alexander Ekman)
- 2018 : Onéguine (John Cranko) : Lenski, le prince Grémine
- 2018 : Thierrée, Shechter, Pérez, Pite
- 2019 : Raymonda (Rudolf Noureev): Abderam